# 27 Dywizja Zmechanizowana
27 Gwardyjska Omsko-Nowobugska Dywizja Zmechanizowana (ros. 27-я мотострелковая дивизия) – związek taktyczny Armii Radzieckiej przejęty przez  Siły Zbrojne Federacji Rosyjskiej.
W końcowym okresie istnienia Związku Socjalistycznych Republik Radzieckich dywizja stacjonowała na terenie Niemieckiej Republiki Demokratycznej. W tym czasie wchodziła w skład 8 Armii. Dyslokowana do Rosji i utrzymana do 2008. Stacjonowała na terenie Przykarpackiego OW we Władykawkazie. Podległa 42 Korpusowi Armijnemu.

## Struktura organizacyjna
Skład w 1990:
- dowództwo i sztab – Halle
- 368 Gwardyjski Poznański pułk zmotoryzowany;
- 243 Gwardyjski Berliński pułk zmotoryzowany;
- 244 Gwardyjski Berliński pułk zmotoryzowany;
- 28 Berliński pułk czołgów;
- 31 batalion czołgów;
- 54 Gwardyjski Poznański pułk artylerii samobieżnej;
- 286 Gwardyjski Przemyski pułk rakiet przeciwlotniczych;
- 488 dywizjon przeciwpancerny;
- 5 batalion rozpoznawczy;
- 35 Gwardyjski batalion łączności;
- 29 Gwardyjski batalion inżynieryjno-saperski;
- 367 batalion obrony przeciwchemicznej;
- 1126 batalion zaopatrzenia;
- 44 batalion remontowy;
- 21 batalion medyczny.